# Musik in Geschichte und Gegenwart

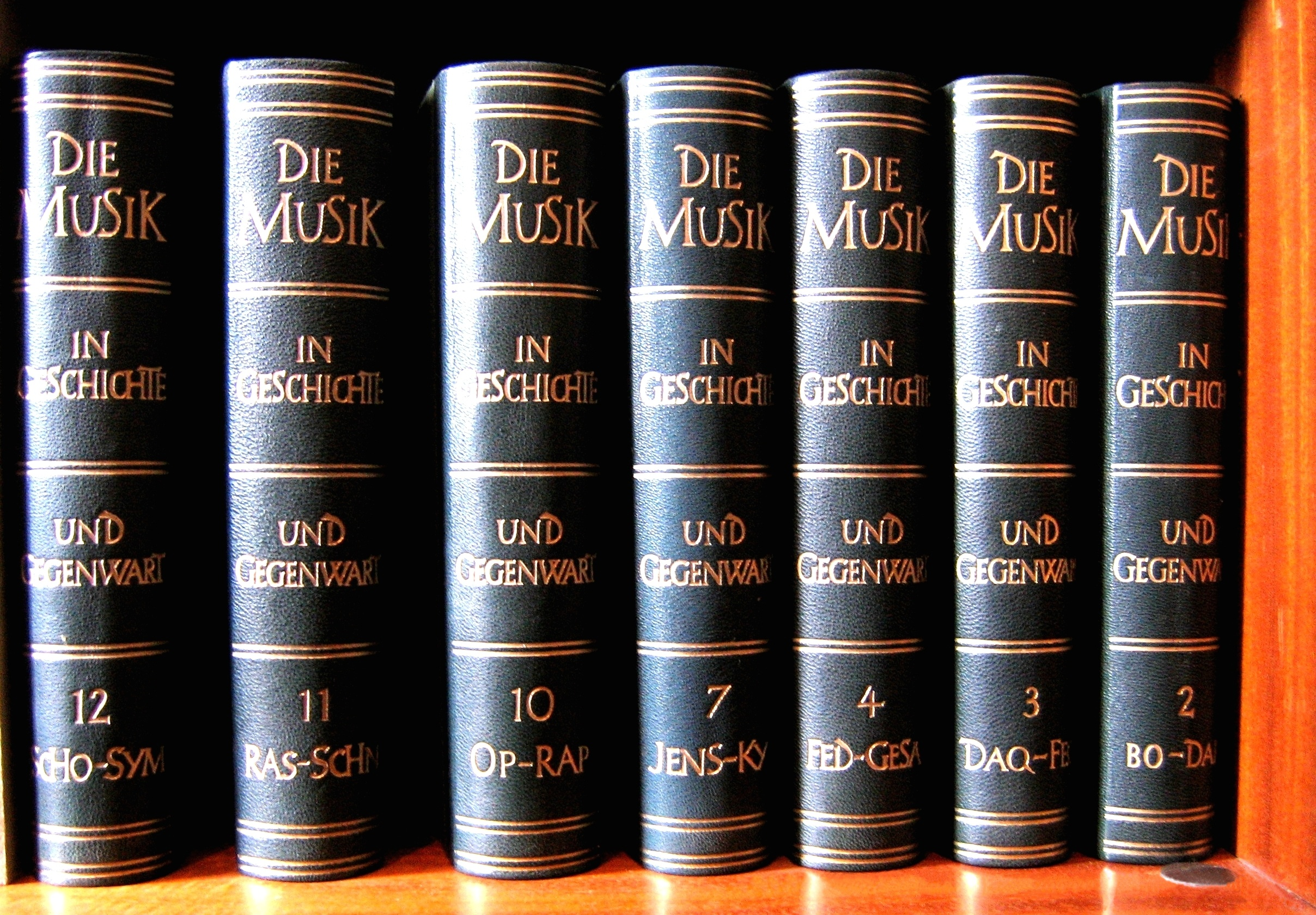
Primera edición.

Die Musik in Geschichte und Gegenwart (MGG) (traducido como La música a lo largo de la Historia y en el presente ) es la mayor enciclopedia alemana de música y es una fuente de referencia sobre música occidental sólo comparable al New Grove Dictionary of Music and Musicians en tamaño y profundidad. Está publicada por Bärenreiter-Verlag de Kassel y J. B. Metzler de Stuttgart.
La primera edición comprende 17 volúmenes, dos de los cuales son suplementos y uno, un índice. La segunda y actual edición (1994-2007) consiste en una enciclopedia temática en 10 volúmenes (contando el índice) y una enciclopedia biográfica en 17 volúmenes. Un suplemento adicional fue publicado en mayo de 2008.